# Aethomys silindensis
Aethomys silindensis  (Roberts, 1938) è un roditore della famiglia dei Muridi endemica dell'Africa meridionale.

## Descrizione

### Dimensioni
Roditore di medie dimensioni, con la lunghezza della testa e del corpo tra 155 e 200 mm, la lunghezza della coda tra 166 e 194 mm, la lunghezza del piede tra 32 e 35 mm, la lunghezza delle orecchie tra 21 e 25 mm e un peso fino a 158 g.

### Aspetto
Le parti superiori sono bruno-giallastre con dei riflessi rossicci, passando gradualmente al grigio chiaro delle parti ventrali. Il dorso delle zampe è bianco-giallastro. Le orecchie sono marroni e ricoperte di peli più brillanti. La coda è più corta della testa e del corpo, marrone chiaro sopra, più chiara sotto e cosparsa di pochi corti peli ispidi.

## Biologia

### Comportamento
È una specie terricola.

## Distribuzione e habitat
Questa specie è diffusa in 3 zone dello Zimbabwe orientale e probabilmente anche nella Provincia di Manica nel Mozambico.
Vive nelle foreste secche montane, tra la vegetazione intricata nelle zone rocciose.

## Conservazione
La IUCN Red List, considerata l'assenza di informazioni sufficienti riguardo all'areale, alla storia naturale e alle minacce, classifica A.silindensis come specie con dati insufficienti (DD).